# Dahira tridens
Dahira tridens là một loài bướm đêm thuộc họ Sphingidae. Nó được tìm thấy ở Nepal.